# Сорокина, Людмила Андреевна
Людмила Андреевна Сорокина (19 августа 1944 — 22 сентября 1998) — советский и российский педагог, музейный работник. Первый начальник музея военно-воздушных сил Северного флота.

## Краткая биография
Сорокина Людмила Андреевна родилась 19 августа 1944 года в селе Платоно-Александровское Ханкайского района Приморского края в семье служащих. Родители — Андрей Тимофеевич и Анастасия Трофимовна Брюхины. В семье было трое детей: Людмила, Борис, Владимир.
В 1969 г. окончила исторический факультет Вологодского государственного педагогического института. Прошла профессиональный путь от пионервожатой средней школы № 91 г.Челябинска до заместителя директора учебно-воспитательного комплекса № 1696 г. Москвы. Работала в образовательных учреждениях Вологодской и Мурманской областей.
В 1973—1976 гг. была сотрудником Военно-морской академии (г. Ленинград).
В 1977 году принята на должность экскурсовода музея военно-воздушных сил Северного флота. После реорганизации музея, в декабре 1977 году Сорокина Л. А. назначена первым начальником музея ВВС СФ, которым она руководила до сентября 1985 года. За это время музей превратился в целый музейный комплекс, в состав которого вошли музей авиации Северного флота, дом-музей Ю. А. Гагарина, ангар с коллекцией авиационной техники военного и послевоенного времени. Музей становится центром краеведческой и военно-патриотической работы Мурманской области и всего Кольского полуострова. Музей ежегодно посещали и посещают десятки тысяч российских и иностранных гостей.
После переезда в г. Москву, в 1985—1987 гг. Л. А. Сорокина работала научным сотрудником Центрального Дома авиации и космонавтики им. М. В. Фрунзе.
Сорокина Л. А. имеет государственные награды.
Умерла 22 сентября 1998 года. Похоронена в г. Москве на кладбище «Ракитки».

## Награды
- Медаль «Ветеран труда» (1985)
- Медаль «В память 850-летия Москвы» (1997)